# Olesicampe annulitarsis
Olesicampe annulitarsis là một loài tò vò trong họ Ichneumonidae.